# 체이스 어틀리
체이스 캐머런 어틀리(영어: Chase Cameron Utley, 1978년 12월 17일 ~ )은 미국의 은퇴한 야구 선수로 메이저 리그의 필라델피아 필리스와 로스엔젤레스 다저스에서 2루수로 뛰었다. 다저스로 이적되기 전까지 어틀리는 2003년부터 2015년까지 필라델피아 필리스에서 뛰었다. 그는 올스타에 6번 선정되었고, 필리스에서 2008년 월드 시리즈 챔피언, 스포츠 일러스트레이티드의 2000년대 10년간(decade) 팀의 2루수로 선정되었다.
필리스에서 2루수로 정착하였고, 어틀리는 다재다능을 증명함은 물론 뛰어난 타격으로 1루수로 출장하기도 하였다. 자신의 경력에 그의 수비가 향상되면서 어틀리는 2014년 지미 롤린스가 다저스로 이적할 때까지 내셔널 리그 최고의 2-유 조합으로 활동하였다. 어틀리는 팬들에 의하여 롤린스와 라이언 하워드와 더불어 필리스의 팀 프랜차이즈 선수였다. 어틀리의 7번의 월드 시리즈 홈런은 2루수 가운데 가장 많은 수이고 그는 5개의 포스트시즌 단일 시리즈 홈런으로 레지 잭슨과 함께 타이 기록을 보유하였다.

## 어린 시절
어틀리는 캘리포니아주 패서디나에서 태어났다. 롱비치에서 자라온 그는 롱비치 폴리테크닉 고등학교와 UCLA 브루인스를 위하여 활약한 캘리포니아 대학교 로스앤젤레스에서 야구를 하였다. 고등학교 시절에 그의 코치는 어틀리가 고등학교 선수 중에 가장 빠른 손을 가졌다고 말하였다. 그는 1.000 이상의 장타율과 함께 시니어 해에 .500 이상을 타구하고 80개의 타수에서 2번만을 스트라이크아웃 시키고, 고등학교의 올아메리칸 명예를 얻었다. 그는 14개의 홈런과 함께 학교의 싱글 시즌 기록을 세우기도 하였다. 어틀리는 1997년 메이저 리그 베이스볼 드래프트에서 2회의 라운드에서 76위와 함께 로스앤젤레스 다저스에 의하여 드래프트되었으나 대학에서 수학하려고 다저스에 의한 85만 달러의 제안을 거절하였다. 브루인스는 고등학교에서 스타 유격수였던 그를 2루수로 옮겼다. 그는 브루인스를 NCAA 수퍼 지방 대회로 이끄는 동안에 2000년 대학에서 주니어로서 22개의 홈런과 함께 .382를 타구하였다.
어틀리는 아직도 대학에서 수학하는 동안에 1999년 아마추어 야구 팀 코투이트 케틀리어스를 위하여 케이프코드 야구 리그에서 활약하기도 하였다.

## 초기 경력
어틀리는 2000년 아마추어 드래프트의 첫 라운드에서 필라델피아 필리스에 의하여 드래프트되었다. 필리스의 스카우팅 이사는 어틀리가 제프 켄트와 애덤 케네디와 함께 결합이었다고 말하였다. 그는 178만 달러의 계약 보너스를 위하여 7월 29일 계약을 맺었다.
어틀리는 그해 클래스 A 쇼트 시즌 뉴욕-펜 리그의 바타비아 머크독스, 2001년 클래스 A 상급 플로리다 주립 리그의 클리어워터 필리스, 그리고 2002년과 2003년 클래스 AAA 국제 리그의 스크랜턴/윌키스배어 레드배런스와 함께 필리스의 제2군 리그 합동 운영제를 위하여 활약하였다. 그는 2001년 올스타 퓨처스 경기에 선발되었고 2003년 국제 리그의 공식 이후의 시즌 올스타 팀에 이루었다.

## 메이저 리그

### 필라델피아 필리스

#### 2003년 ~ 2005년
2003년 4월 4일 어틀리는 피츠버그 파이리츠를 상대로 대타자로서 메이저 리그 데뷔를 하였다. 그는 자신의 첫 타수에서 제프 서펀에 의하여 스트라이크아웃 되었다. 그의 첫 메이저 리그 출발에서 4월 24일 콜로라도 로키스를 상대로 어틀리는 에런 쿡에 만루 홈런으로 자신의 첫 메이저 리그 안타를 기록하였다. 그는 4월 30일 마이너 리그로 돌아가는 데 선택되었으며 2003년 8월 2루에서 플라시도 폴란코를 대체하는 데 필리스에 의하여 재소집되었다 어틀리는 9월 28일 경기를 끝내는 병살로 들어가는 땅볼에 의하여 베테랑스 스타디움에서 최종적 타수를 기록하였다. 43개의 경기들에서 그는 .239의 타구 평균을 가졌다.
2004년 말기로 봐서 그 일은 어틀리가 팀의 미래 2루수였던 관리로 분명해졌다. 하지만 등록부 자리는 영구적으로 유효사지 않았고 메이저 리그로 그의 진로는 폴란코에 의하여 막아졌다. 시즌의 거의를 위하여 그가 폴란코를 이겼음에 불구하고 그는 벤치에 남아있었다. 그는 그해 필리스를 위하여 94개의 경기들에서 활약하였고 13개의 홈런과 57개의 타점과 함께 .266을 타구하였다.
2005년 필리스는 투수 유게스 어비나와 내야수 라몬 마리티네스를 위하여 폴란코를 디트로이트 타이거스로 이적시켰다. 전임의 출발 선수로서 어틀리는 28개의 홈런과 105개의 타점과 함께 .291을 타구하고 16개의 도루를 가지기도 하였다. 그는 그해의 마이크 슈미트 MVP 상의 합동 수상자로서 아메리카 야구 작가 협회의 필라델피아 집회에 의하여 선발되었다.

#### 2006년
어틀리는 2006년 월드 베이스볼 클래식에서 미국 팀의 일원이었고 피츠버그의 PNC 파크에서 열린 그해의 메이저 리그 베이스볼 올스타 경기에서 내셔널 리그를 위한 2루수로서 출발하는 데 팬들에 의하여 선발되었다. 11월 그는 시범 토너먼트에서 일본 올스타들을 상대로 경기를 가지러 다른 메이저 리그 스타 선수들과 함께 일본으로 여행을 갔다.
그해 시즌 동안에 어틀리는 2005년과 2006년 사이에 38개의 직선 경기들을 위하여 안타한 동료 선수 지미 롤린스의 뒤로 밀려 필리스 역사상 2번째 장기적 연정은 35개의 경기 안타 연정을 유지하였다. 2루수로사 장기적 안타 연정을 위하여 어틀리는 2002년 35개의 경기 안타 연정을 가진 루이스 카스티요와 동점이 되었다. 어틀리의 연정은 또한 1945년 토미 홈스의 37개의 경기 연정 이래에 왼손잡이 타자를 위하여 또한 장기적이었다. 결과로서 어틀리는 2006년 7월을 위하여 이번 달의 내셔널 리그 선수로 임명되었다.
9월 24일 어틀리는 플로리다 말린스에 10 대 7 로 우승에서 2개의 홈런을 쳤다. 그 일은 그의 그해 시즌의 7번째 다수 홈런이었고 1968년에 세워진 프랜차이즈 기록에 동점이 되고 2006년 라이언 하워드에 의하여 동점되었다. 어틀리는 같은 시즌에 각각의 25개의 홈런을 치는 데 내셔널 리그 역사상 중견 내야수의 첫 쌍이 되는 데 지미 롤린스와 결합하였으며, 롤린스가 25개를 친 동안에 어틀리는 32개를 쳤다. 그는 내셔널 리그에서 최고의 타격 2루수로 인하여 실버 슬러거 상을 수상하였다. 그는 32개의 홈런과 102개의 타점과 함께 그해에 .309를 타구하였다.

#### 2007년

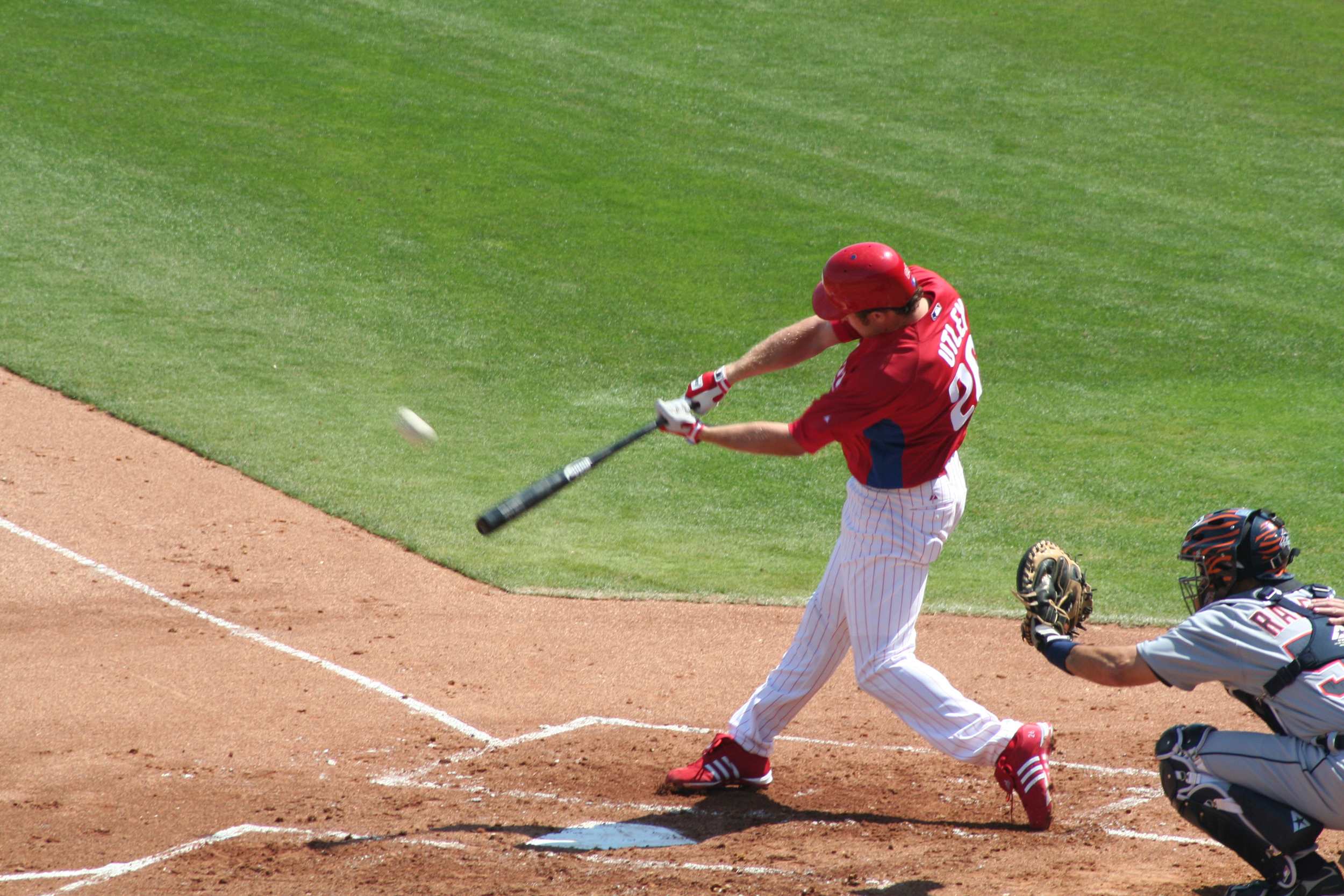
2007년 3월 11일 봄 훈련 중에 디트로이트 타이거스를 상대로 홈런을 치는 어틀리

2007년 1월 21일 자신의 결혼식이 열린지 하루 후에 어틀리는 필리스와 함께 7년의 8천 5백만 달러의 계약 연장에 계약을 맺었다.
시즌이 뜨겁게 시작된 후 어틀리는 자신의 2번째 올스타 선발이었던 그해의 메이저 리그 베이스볼 올스타 경기에서 출발 2루수로 팬들에 의하여 선발되었다. 하지만 7월 26일 어틀리는 워싱턴 내셔널스의 투수 존 래넌에 의하여 던져진 공에 맞아 자신의 오른손에 4번째 장골이 부러졌다. 그는 자신의 손에 성공적으로 수술을 받았으나 수술의 결과로서 그는 15일간의 장애자 명단에 놓였다. 8월 27일에 복귀한 어틀리는 3 루 5 타로 갔다.
어틀리는 .332의 타구 평균, 22개의 홈런, 103개의 타점과 48개의 2루타와 함께 시즌을 끝냈다. 그는 팀이 정규 시즌의 마지막 날에 내셔널 리그 동부 디비전 타이틀을 결말을 지은 드라마적 복귀를 마무리 지으면서 14개의 시즌들에 필리스를 그들의 첫 플레이오프 출연으로 도움을 주었다. 어틀리의 공격적 상연은 또한 2번째 연속적 시즌을 위하여 실버 슬러거 상을 얻게 하였다. 그는 그해의 내셔널 리그 디비전 시리즈에서 필리스가 콜로라도 로키스에 의하여 3개의 경기들에서 휩쓸어지면서 11개의 타수들에서 2개의 안타를 가졌다.

#### 2008년

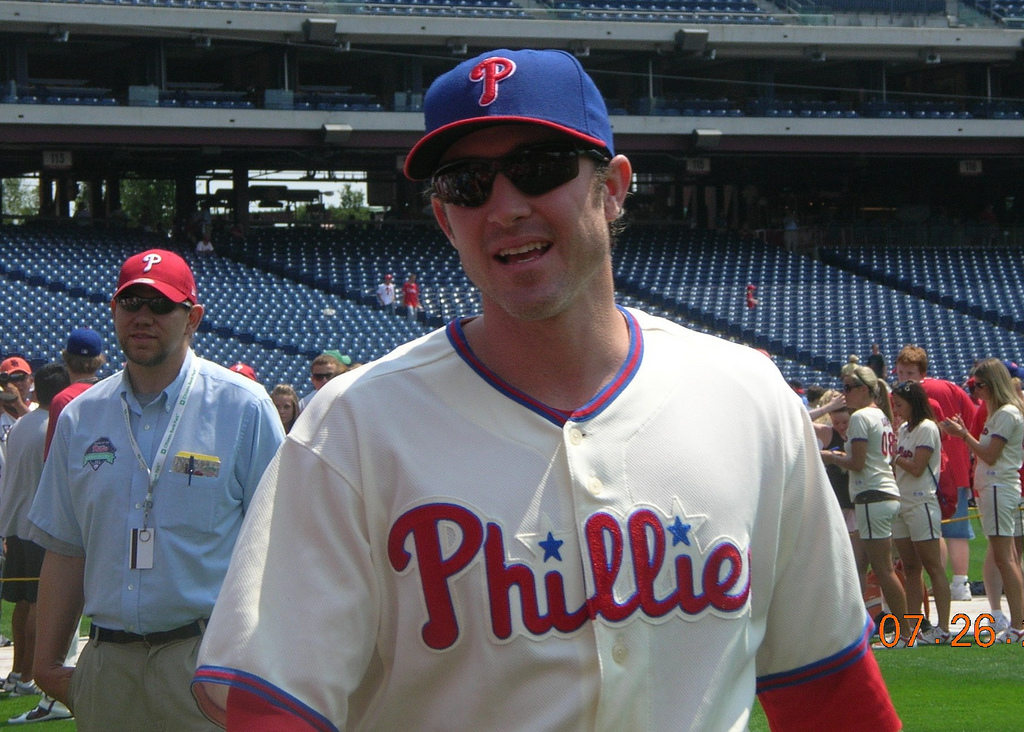
2008년의 어틀리

4월을 통하여 어틀리는 17일부터 23일까지 7개의 경기들에서 7개를 포함한 리그를 이끄는 11개의 홈런을 쳤다. 그는 그달의 내셔널 리그 선수가 되는 데 그의 길에 111개의 타수에서 1개의 홈런과 .360의 타구와 함께 5개의 연속적 경기들의 연정을 완료하였다. 그의 5개의 경기 연정 홈런은 바비 애브루(2005년 5월 8일 ~ 12일), 마이크 슈미트(1979년 6월 6일 ~ 10일)과 딕 앨런(1969년 5월 27일 ~ 1969년 6월 1일)에 의하여 나누어진 필리스의 프랜차이즈 기록에 동점이 되었다.
5월에 그의 방망이가 약간 냉정해졌어도 어틀리는 아직도 그달에 8개의 홈런을 더 쳤고 6월이 오기 전에 홈런을 위한 필리스의 프랜차이즈 기록을 깼다. 하워드가 5월 30일 자신의 15번째 홈런을 쳤을 때 그와 어틀리는 각각 15개의 홈런을 치는 데 필리스의 첫 쌍이 되었다.
6월 1일 어틀리는 자신의 메이저 리그를 이끄는 20번째 홈런을 치고 내셔널 리그 동부에서 필리스를 1위로 추진한 플로리다 말린스를 상대로 복귀의 일부로서 내셔널 리를 이끈 50번째 홈런에서 히트를 쳐 주자를 흠인시켰다. 1 루 2 타의 상연이 2007년 4월 23일부터 29일까지 이래 처음으로 자신의 5번째 이번주의 내셔널 리그 선수로 임명된 어틀리를 위한 산출적 주를 마무리 지었다. 다음 밤에 어틀리는 5개의 경기들을 또다른 연정을 위하여 또다른 홈런을 쳤다. 어틀리는 라이언 하워드와 팻 버렐과 더불어 6월 13일 세인트루이스 카디널스에 20 대 2 로 우승에서 연속적 세트에서 1루를 쳤다. 그 일은 2004년 5월 18일 이래 처음으로 필리스가 3개의 연속적 홈런을 치는 데 7번째이고 2008년 메이저 리그 베이스볼 시즌에서 아무 팀에 의하여 4번째로 일어난 일이다.
13번째에 필리스의 폭발적 승리에 이어 어틀리는 필리스가 줄에서 시즌 사상 6으로 떨어트린 1 루 29 타의 한복판에서 경력 사상의 0 루 2 타로 갔다. 그는 또한 자신의 3번째 연속적 올스타 경기로 선발되기도 하였다.

##### 공식 이후의 시즌

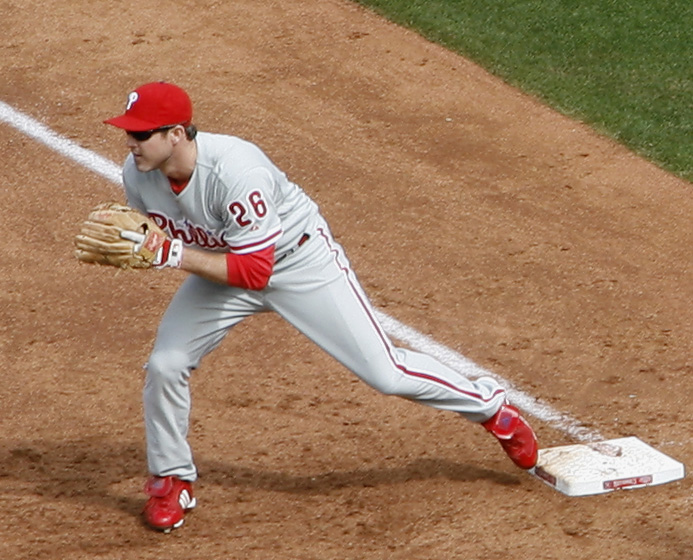
2009년 1루를 커버하는 어틀리

2008년 정규 시즌의 말에서 33개의 홈런, 104개의 타점과 팀 사상 177개의 안타들과 함께 어틀리는 필리스를 그해의 플레이오프로 들어가는 데 도움을 주었고, 1993년 이래 자신들의 첫 내셔널 리그 페넌트와 1980년 이래 첫 월드 시리즈를 우승하였다. 월드 시리즈에서 어틀리는 .167을 타구함은 물론, 2개의 홈런을 치고 5번이나 4구로 갔다.
10월 31일 월드 시리즈 행렬 뒤이어 시티즌스 뱅크 파크에서 열린 축제에서 최고점에 달한 어틀리는 해리 캘러스에 의하여 소개된 후 마이크로폰으로 올라와 경기장에서 팬들에게 "World champions. World fucking champions"라고 말하였다. 그가 이렇게 말하면서 동료 선수 제이슨 워스기 노호하는 찬성에 뛰어올랐다.
어틀리는 11월 절강이 수술을 받았다.

#### 2009년

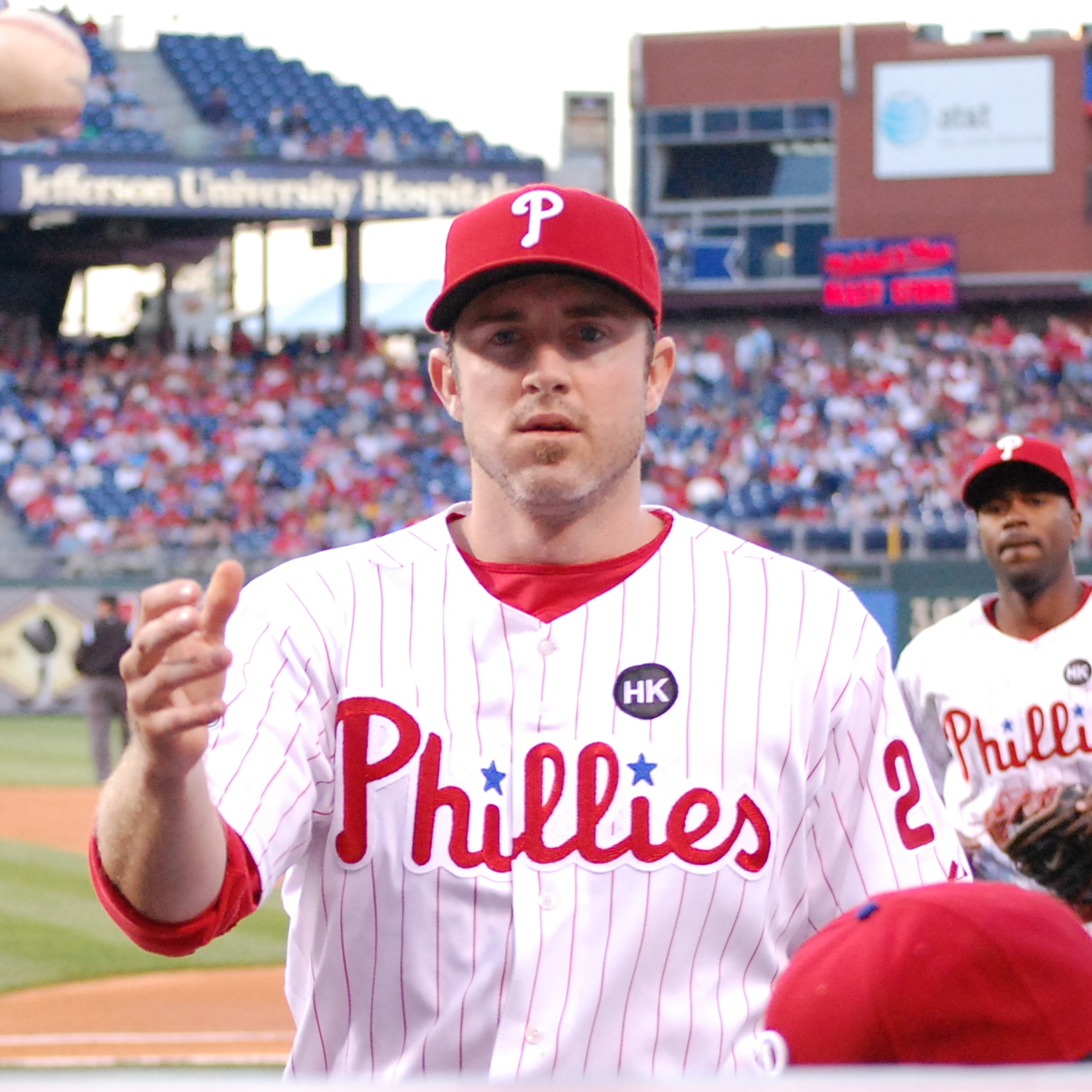
2009년의 어틀리

2009년 그는 야구에서 50명의 가장 위대한 현재의 선수들의 스포팅 뉴스의 명단에서 6위에 들어왔다.
그는 내셔널 리그 올스타 팀을 위하여 2루에서 출발 선수였다.
2009년 어틀리는 24개와 함께 투구에 의하여 안타에서 메이저 리그를 이끌었다. 그는 또한 23개의 도루와 함께 그해에 완벽한 도루율을 가지기도 하였다.

##### 공식 이후의 시즌
10월 28일 어틀리는 2009년 월드 시리즈의 1번째 경기의 첫회에서 26개의 연속적 공식 이후의 시즌 경기들에서 본루에 도달하는 데 기록을 세웠다. 어틀리는 새로운 양키 스타디움에서 열린 첫 월드 시리즈 경기에서 자신의 다음 2개의 타수에서 2개의 홈런을 쳤다. 양개의 홈런이 왼손잡이 CC 사바시아를 향하여 오면서 어틀리는 왼손잡이 투수를 상대로 월드 시리즈 경기에서 2개의 홈런을 치는 데 2번째 왼손잡이 타자로서 베이브 루스에 가입하였다. 11월 1일 어틀리는 4번째 경기에서 사바시아를 상대로 또 다른 홈런을 치고, 하루 후에 그는 5번째 경기에서 2개의 홈런을 더 쳐 시리즈를 위하여 총 5개의 홈런을 쳐 월드 시리즈에서 가장 많은 홈런을 위하여 레지 잭슨과 동점이 되었다. 시즌 후에 어틀리는 4번째 연속적 시즌을 위하여 2루에서 내셔널 리그의 실버 슬러거 상 수상자로 임명되었다.
12월 스포츠 일러스트레이티드는 어틀리를 메이저 리그 베이스볼 10년간 팀에 2루수로서 임명하였다.

#### 2010년
6월 29일 어틀리는 엄지손가락이 삐면서 15일간의 장애자 명단에 놓였다. 그는 2루에서 출발 선수로서 올스타 경기에 투표되었으나 부상으로 인하여 경기에 나가지 못하였다. 그는 한해 동안에 자신의 통계적으로 기초를 둔 뛰어난 방어로 필딩 바이블 상을 수상하였다.

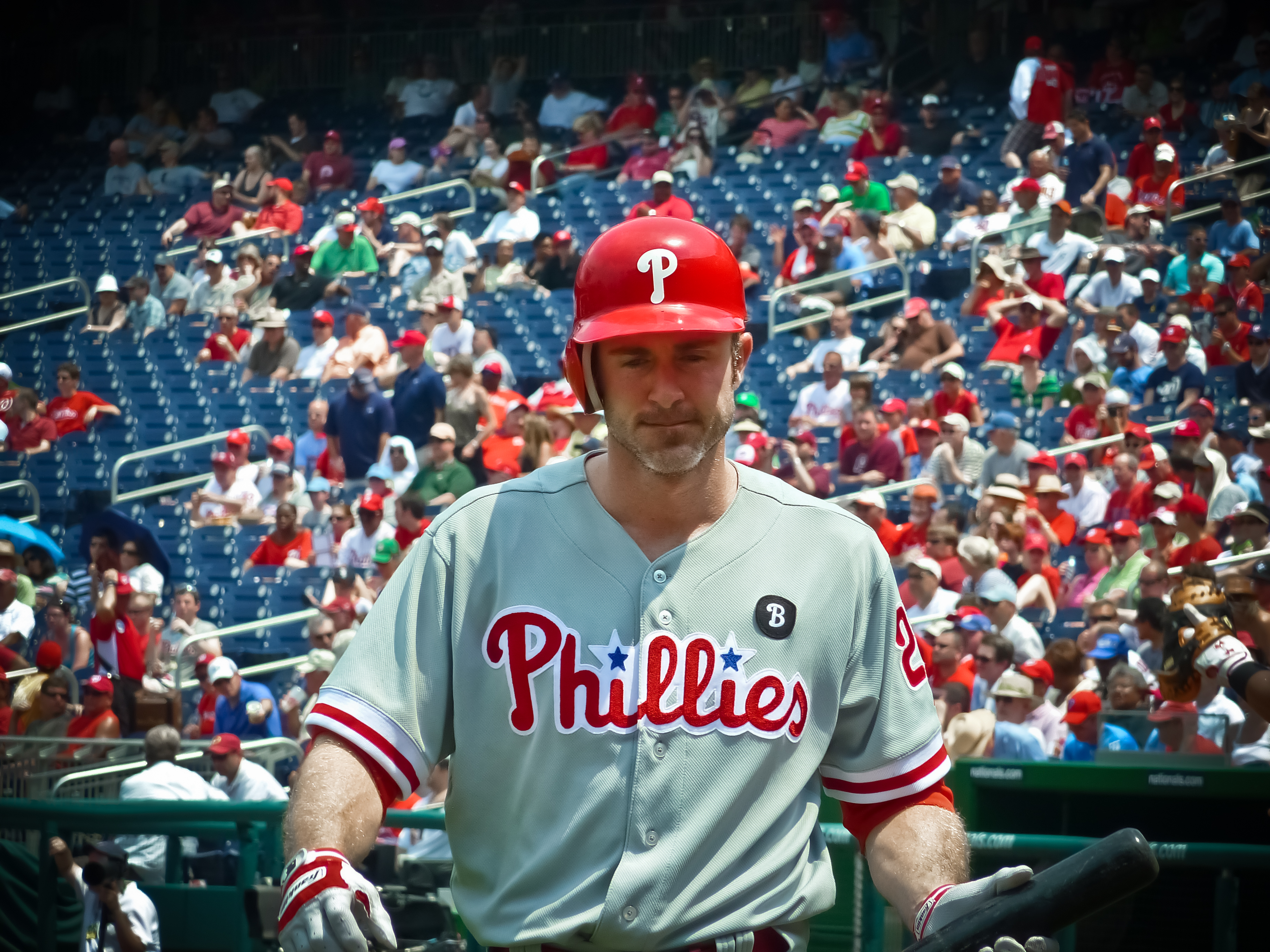
2011년의 어틀리

#### 2011년
어틀리는 .259의 타구 평균과 함께 54개의 득점을 매기고 안전하게 103번을 타구한 2011년의 정규 시즌을 끝냈다. 상연에서 이 쇠퇴는 장기간에 걸쳐 무릎 문제의 시즌에 대비하여 착수와 함께 동시에 일어났다.

#### 2012년
봄 훈련 중에 어틀리는 연골 손해를 포함한 양쪽의 무릎에서 컨디션의 치료를 전문으로 하는 의사를 만나려고 3월 중순에 캠프를 떠났다. 어틀리는 15일간 장애자 명단에 놓인 시즌을 시자갛였다. 그는 6월 27일 다시 활동적이었다. 시즌의 자신의 첫 시즌에서 어틀리는 자신의 첫 타수에서 단독의 홈런과 함께 3 루 5 타로 갔다. 그는 11개의 홈런과 45개의 타점과 함께 .256을 타구하여 2012년을 이전 해와 매우 비슷한 수와 함께 끝냈다.

#### 2013년
어틀리는 2013년 그레이프프루트 리그 경기들에 대비하여 자신의 무릎이 거대하게 느껴졌다고 말하였다. 애틀랜타 브레이브스를 상대로 오프닝 데이에 그는 자신의 200번째 경력 홈런을 쳤다. 2013년 시즌의 131개의 경기들에서 어틀리는 18개의 홈런과 69개의 득점과 함께 .284를 타구하였다.
8월 7일 다수의 연금 부여 선택과 함께 어틀리와 필리스가 2년의 2천 7백만 달러의 계약에 동의하였다고 공고되었다.

#### 2014년
어틀리는 봄의 훈련으로 느린 출발을 가졌다. 그는 2개의 경기들이 남으면서 1개의 2루터와 3개의 타점을 포함하여 .175만을 타구하였다. 어틀리는 2014년의 시즌을 위하여 자신만만하게 남아있었다. 부족한 봄의 훈련에 불구하고 시즌의 첫 2주에 그는 야구에서 가장 뜨거운 타자였으며 4월 13일로 봐서 1.314의 OPS를 소유하였다.
5월 25일 어틀리는 자신이 로스앤젤레스 다저스의 오른손 잡이를 상대로 스트라이크아웃 시킬 때 조시 베켓의 무안타의 마지막 아웃이었다.
7월 6일 메이저 리그 베이스볼은 미니애폴리스 타깃 필드에서 열린 올스타 경기에 2루에서 어틀리가 팬들에 의하여 출발하는 데 투표되었다고 공고하였다.

#### 2015년
어틀리는 정규 시즌을 매우 느리게 시작하였다. 그의 평균은 5월 8일 한 포인트에서 .099로 떨어졌다. 자신의 타구가 서서히 향상되었어도 그는 6월 22일로 봐서 아직도 .179를 타구하였고, 오른쪽 발목의 염증으로 인하여 15일간 장애자 명단에 놓였다.

### 로스앤젤레스 다저스

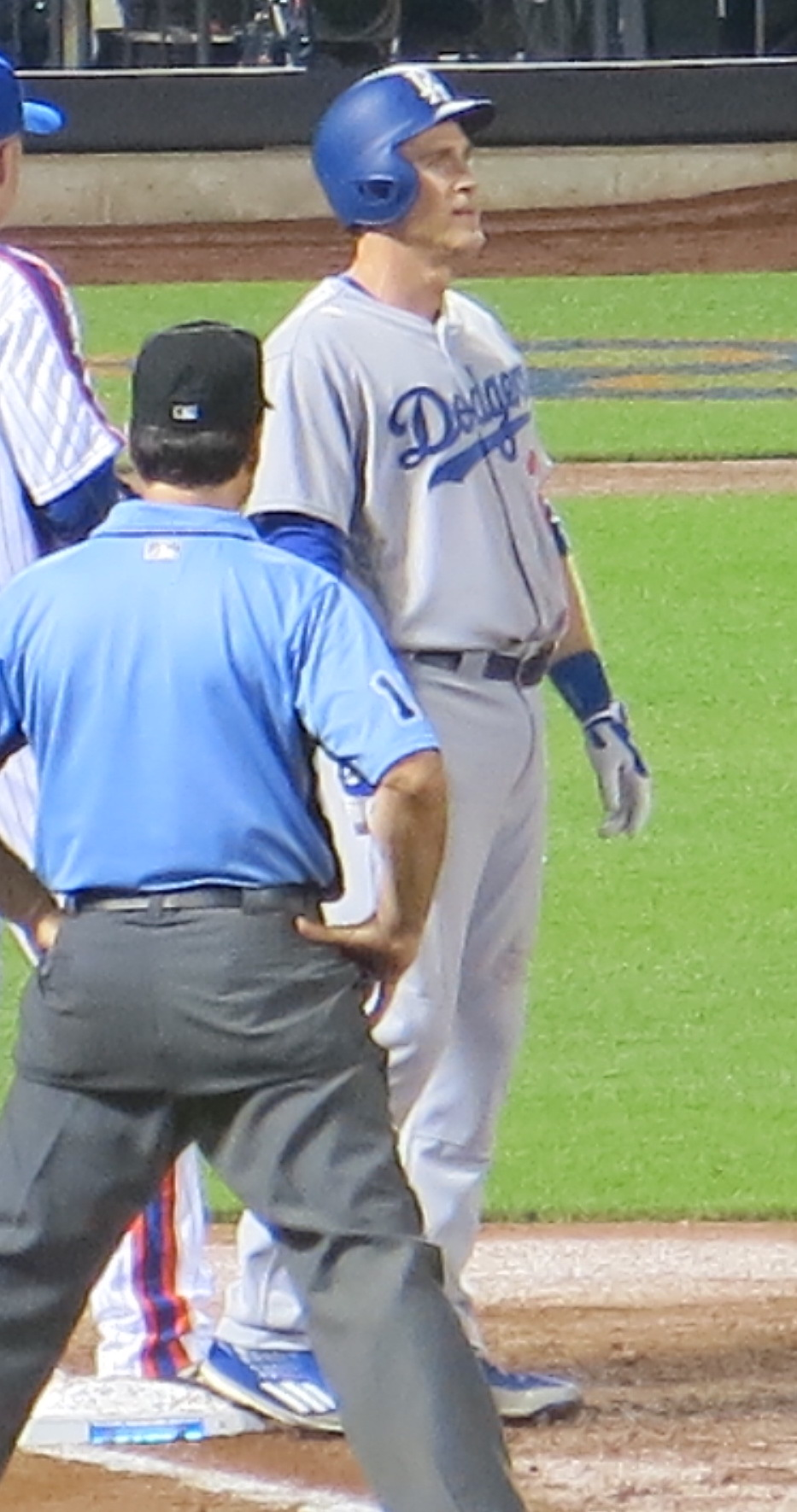
로스앤젤레스 다저스와 함께

2015년 8월 19일 어틀리는 다넬 스위니와 존 리치를 위한 교환에서 로스앤젤레스 다저스로 이적되었다. 다저스 선수로서 자신의 첫 경기에 어틀리는 다저스가 시즌의 대부분을 분투한 자신의 공격적인 주루와 함께 인상을 주었다. 8월 30일 어틀리는 이번에 시카고 컵스의 제이크 아리에타를 상대로 많은 세월에 2번째로 무안타의 마지막 아웃이었다. 다저스 선수로서 그는 34개의 경기들에 나와 3개의 홈런과 9개의 타점과 함께 .202를 타구하였다. 그는 또한 3루에서 3개의 경기들에서 활약하여 메이저 리그에서 자신이 거기서 활약하는 데 처음이었다.
10월 10일 그해의 내셔널 리그 디비전 시리즈의 2번째 경기가 열리는 동안에 어틀리는 이닝을 끝내는 병살로 지내온 것 같은 해산으로 시도에서 뉴욕 메츠의 루벤 타헤다로 미끄러져 충돌에서 타헤다의 오른쪽 비골을 부러뜨렸다. 비디오 리뷰 이후에 어틀리는 심판에 의하여 세이프로 지배되었고 다저스는 5 대 2의 우승으로 회복되었다. 어틀리는 출전 정지를 애원하고 다저스의 공식 이후의 시즌의 나머지를 위하여 활동적으로 남아있었다. 메이저 리그 베이스볼은 어틀리의 출전 정지를 3월 6일에 떨어뜨렸다.
시즌 후에 다저스는 그의 2016년 선택을 거절하여 그를 자유 계약 선수로 만들었다. 12월 그는 1년의 7백만 덜러 계약에 다저스와 함께 재계약을 맺었다. 그는 6월 22일 워싱턴 내셔널스를 상대로 자신의 1000번째 경력 득점을 매겼다.

## 연도별 타격 성적
| 연 도      | 소 속      | 경 기 | 타 석 | 타 수 | 득 점 | 안 타 | 2 루 타 | 3 루 타 | 홈 런 | 루 타 | 타 점 | 도 루 | 도 루 자 | 희 생 번 | 희 생 플 | 볼 넷 | 고 4 | 사 구 | 삼 진 | 병 살 타 | 타 율 | 출 루 율 | 장 타 율 | O P S |
| ---------- | ---------- | ----- | ----- | ----- | ----- | ----- | ------- | ------- | ----- | ----- | ----- | ----- | -------- | -------- | -------- | ----- | ---- | ----- | ----- | -------- | ----- | -------- | -------- | ----- |
| 2003년     | PHI        | 43    | 152   | 134   | 13    | 32    | 10      | 1       | 2     | 50    | 21    | 2     | 0        | 0        | 1        | 11    | 0    | 6     | 22    | 3        | .239  | .322     | .373     | .695  |
| 2004년     | PHI        | 94    | 287   | 267   | 36    | 71    | 11      | 2       | 13    | 125   | 57    | 4     | 1        | 1        | 2        | 15    | 1    | 2     | 40    | 6        | .266  | .308     | .468     | .776  |
| 2005년     | PHI        | 147   | 628   | 543   | 93    | 158   | 39      | 6       | 28    | 293   | 105   | 16    | 3        | 0        | 7        | 69    | 5    | 9     | 109   | 10       | .291  | .376     | .540     | .916  |
| 2006년     | PHI        | 160   | 739   | 658   | 131   | 203   | 40      | 4       | 32    | 347   | 102   | 15    | 4        | 0        | 4        | 63    | 1    | 14    | 132   | 9        | .309  | .379     | .527     | .906  |
| 2007년     | PHI        | 132   | 613   | 530   | 104   | 176   | 48      | 5       | 22    | 300   | 103   | 9     | 1        | 1        | 7        | 50    | 1    | 25    | 89    | 7        | .332  | .410     | .566     | .976  |
| 2008년     | PHI        | 159   | 707   | 607   | 113   | 177   | 41      | 4       | 33    | 325   | 104   | 14    | 2        | 1        | 8        | 64    | 14   | 27    | 104   | 9        | .292  | .380     | .535     | .915  |
| 2009년     | PHI        | 156   | 687   | 571   | 112   | 161   | 28      | 4       | 31    | 290   | 93    | 23    | 0        | 0        | 4        | 88    | 3    | 24    | 110   | 5        | .282  | .397     | .508     | .905  |
| 2010년     | PHI        | 115   | 511   | 425   | 75    | 117   | 20      | 2       | 16    | 189   | 65    | 13    | 2        | 0        | 5        | 63    | 3    | 18    | 63    | 4        | .275  | .387     | .445     | .832  |
| 2011년     | PHI        | 103   | 454   | 398   | 54    | 103   | 21      | 6       | 11    | 169   | 44    | 14    | 0        | 1        | 2        | 39    | 4    | 14    | 47    | 3        | .259  | .344     | .425     | .769  |
| 2012년     | PHI        | 83    | 362   | 301   | 48    | 77    | 15      | 2       | 11    | 129   | 45    | 11    | 1        | 0        | 6        | 43    | 7    | 12    | 43    | 4        | .256  | .365     | .429     | .793  |
| 2013년     | PHI        | 131   | 531   | 476   | 73    | 135   | 25      | 6       | 18    | 226   | 69    | 8     | 3        | 0        | 5        | 45    | 4    | 5     | 79    | 12       | .284  | .348     | .475     | .823  |
| 통산：11년 | 통산：11년 | 1323  | 5671  | 4910  | 852   | 1410  | 298     | 42      | 217   | 2443  | 808   | 129   | 17       | 4        | 51       | 550   | 43   | 156   | 838   | 72       | .287  | .373     | .498     | .871  |

- 2012년 기준, 굵은 글씨는 시즌 최고 성적.

## 같이 보기
- 캘리포니아 대학교 로스앤젤레스의 동문 목록